# 征服者ロビュール
『征服者ロビュール』（せいふくしゃロビュール、原題 仏: Robur le Conquérant ）は、1886年に刊行されたジュール・ヴェルヌの冒険小説。原題は「Robur le Conquérant」でヴェルヌの円熟期の作品で当時、ギュスターヴ・ポントン・ダメクールやガブリエル・ド・ラ・ランデルによって開発されつつあった空気よりも重い動力飛行機を使用した物語が描かれる。

## 概要
世界各地の空を正体不明の飛行物体が飛び回り、その出来事を目撃した後、プルーデントとエヴァンズと召使いの一人が突然ロビュールの飛行船である「あほうどり号(L'Albatros)」に連行される。
『海底二万里』などと同様の定番の展開で、謎の機械を操るロビュールに出会った主人公たちを巡って物語が展開する。
ロビュールという名称はヨーロッパナラの学名でもある。
同じくロビュールの登場する本作の続編に、『世界の支配者』（1904年）がある。

## 登場人物および主要素について
ウェルドン協会とは
フィラデルフィアにある気球愛好家およそ100人を会員とするクラブである。気球に電池とモーターとプロペラを付けた（飛行船ならぬ）「気球船」、〈前進号〉（ゴー･ア･ヘッド号）の建造を計画する。
ウェルドン協会の主な構成員
- アンクル・プルーデント - フィラデルフィアの名士。協会の会長。空気よりも重たい航空機は実用的ではないと考える気球主義者。
- フィル・エヴァンズ - フィラデルフィアの名士。協会の事務長。彼もまた空気よりも重たい航空機は実用的ではないと考える気球主義者。
- フライコリン - プルーデントの召使。

（あほうどり号に搭乗したのは以上3名である。）
- バット・T・フィン - 協会の会員。
- ジェム・シップ - 協会の会計係。菜食主義者である。
- ウィリアム・T・フォーブズ - 協会の会員。大工場主。
- ハリー・W・ティンダー - 有名な気球パイロット。前進号の製作指揮を執り、操縦士である。
- ドロシー（ドル嬢）、マーサ（マット嬢）・フォーブズ - ウィリアムの娘。

〈あほうどり号〉乗員
- 『征服者』ロビュール - 卓越した技術を持つ謎の人物。〈あほうどり号〉製作者で船長。あほうどり号で世界中を飛び回る。「征服者」の称号（タイトル）は、ロビュールがウェルドン協会の会合に飛び入りして気球に対する反論を講じた際に、会員の誰かがそう呼んだ時にロビュール本人が「その名をお受けする」と以後に名乗るようになった。
- トム・ターナー -〈あほうどり号〉副長。
- フランソワ・パタージュ - 〈あほうどり号〉コック。フランス人。
- その他、機関士・助手・舵手などで合計8名が乗組員である。

〈あほうどり号〉スペック

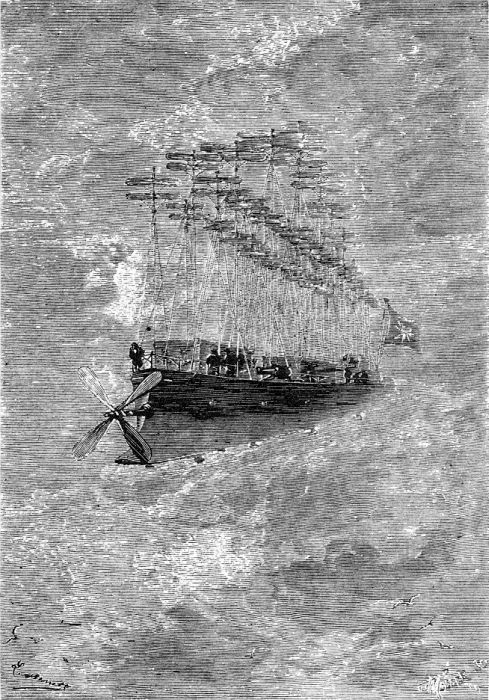
あほうどり号（L'Albatros、空中艇アルバトロス号）

- 長さ30m・幅4mの甲板を持つ。船体そのものは海洋船舶と良く似た形である。
- 電気室・機関室・工作室・食糧庫・倉庫・水タンクをはじめ、船長室・船員室・事務室・食堂・台所・居室・図書室がある。数か月分の道具類や銃器弾薬・食糧が積まれている。
- 先端と後端に推進用のプロペラを備える。甲板上には37本のマストが立ち、マスト1本につき2つの上昇用のプロペラがそれぞれ逆に回るように合計74個を備える。
- 甲板中央に6サンチ砲を武装している。サーチライトや拡声器も装置されている。
- 着陸に備え、船体底部には多数のスプリングが取り付けられている。
- 船体の素材は、紙にデキストリン（糊精）とアミドン（澱粉）を含浸させ水圧機でプレス加工して作られる。とても固くて軽く、絶縁性で、多くの腐食性物質にも耐える。
- 動力は電気だが、電源や蓄電池については作品中では秘密にされている。（しかし続編「世界の支配者」にて、船体周辺の電気を含む空気から取り込むという「海底二万海里」のネモ船長の潜水艦〈ノーチラス号〉と同じ仕組みであることが、仄めかされている。）
- 初号船はプルーデントとエヴァンスにより爆破されたが二号船が再建造され、〈前進号〉の初飛行イベントに突如現れた。

## 日本語訳
- 『空飛ぶ戦艦』福島正実（抄訳）、学研、1964年
- 『空とぶ戦闘艦』白木茂（抄訳）、岩崎書店、1966年
- 『征服者ロビュール』手塚伸一（訳）、集英社、1967年
- 『謎の空中戦艦』久米穣（抄訳）、偕成社、1968年
- 『征服者ロビュール』手塚伸一（訳）、集英社文庫、1993年